# Jaime Gil Aluja
Jaime Gil Aluja (n. 1936) este un economist spaniol, membru de onoare al Academiei Române (din 1995).
1. ↑   http://www.usc.es/es/info_xeral/honoris/ Lipsește sau este vid: |title= (ajutor)
2. ↑   https://www.uvigo.gal/uvigo_es/organizacion/informacion/honoris_causa/doutores.html Lipsește sau este vid: |title= (ajutor)
3. ↑   https://www.unex.es/organizacion/gobierno/sec_gral/actos-institucionales/distinciones-y-honores Lipsește sau este vid: |title= (ajutor)
4. ↑   https://www.unileon.es/noticias/el-cuadro-de-honor-de-la-universidad-de-leon-alcanza-los-53-doctores-honoris-causa Lipsește sau este vid: |title= (ajutor)
5. ↑  Journal officiel de la République française. Document administratif
6. ↑   https://books.openedition.org/pupvd/3681 Lipsește sau este vid: |title= (ajutor)